# ブラック・ケネディ オバマの挑戦
『ブラック・ケネディ オバマの挑戦』（Barack Obama – Der schwarze Kennedy）は、ジャーナリストのクリストフ・フォン・マーシャルによるアメリカ合衆国大統領バラク・オバマのドイツ語の伝記本である。本書は、マーシャルがベルリンの新聞『ターゲスシュピーゲル』の記者として2007年の大半をバラク・オバマの2008年大統領選挙運動に同行しながら執筆した。本書は幼少期から大学時代、イリノイ州シカゴでのコミュニティ・オーガナイザーとしての活動、そして2008年大統領選挙を含む政治キャリアまでのオバマの半生が網羅されている。マーシャルはオバマの印象を、「彼の人生はアメリカン・ドリームを象徴している」と評している。
『サンフランシスコ・クロニクル』紙は、2007年12月での原書出版時点でオバマとジョン・F・ケネディの類似性を暗示するこのタイトルは奇抜に受け止められていたが、その後両者を比較する報道が増えたため、先見の明があったと分析している。また同紙は、ケネディはドイツ国内で人気があり、1963年の冷戦中の西ベルリンでの「私は一人のベルリン市民である」演説が記憶されているため、彼との比較は反響を呼んでいるとも論じている。さらにNDR TVの司会者のステフェン・ハラシュカは、「60年代のドイツ人はケネディに多くの夢と希望を託した。オバマに対しても同じだ」と述べた。
本書はドイツ国内でのオバマへの関心と支持の喚起に貢献したとされ、「黒いケネディ」（der schwarze Kennedy）は人気の表現となった。一方でマーシャルはオバマの民主党予備選挙の競合相手のヒラリー・クリントンとその夫のビル・クリントン元大統領もまたドイツやヨーロッパ諸国で支持されていると指摘した.。

## 日本語版
日本語版にマーシャル自身による「日本語版のための序文」が寄せられている。
- クリストフ・フォン・マーシャル（英語版） 著、大石りら 訳『ブラック・ケネディ オバマの挑戦』講談社、2008年8月1日。ISBN 978-4062147736。